# Нежинский народный театр
Нежинский народный театр — народный полупрофессиональный театр в городе Нежин. Театр был создан М. К. Заньковецкой и существовал с 1918 по 1922 год.
Нежинский народный театр делился на две труппы: русскую (её руководителями были П. Е. Петров и Н. Е. Мизин) и украинскую (руководитель Ф. Д. Проценко).
В Нежин из Полтавы пригласили актёров Б. В. Романицкого (стал первым режиссёром, затем — народный артист СССР), Е. П. Ратмирова, В. О. Сосницкая, Т. Ф. Садовскую. Вместе с местными актёрами, хором, оркестром они составляли «Украинского труппу под руководством М. К. Заньковецкой», которая принимала участие в спектаклях. Из любителей ведущие роли исполняли Ф. Д. Проценко, Д. Я. Грудина-Коваль.
Труппа преимущественно выступала в Николаевском (ныне Шевченковском) саду в Нежинском летнем театре, а также обслуживала воинские части Красной Армии, сёла и промышленные предприятия.
В 1922 году на базе труппы Нежинского народного театра была создана Нежинская государственная драматическая студия им. Н. К. Заньковецкой.

## Репертуар
В репертуаре Нежинского народного театра были произведения:
- опера «Запорожец за Дунаем» С.С Гулака-Артемовского
- «Наталка Полтавка» И. П. Котляревского
- «Черноморцы» Н. В. Лысенко
- «Вечерницы» П. И. Нищинского
- «Суета» И. К. Карпенко-Карого

Также ставились пьесы М. П. Старицкого и М. Л. Кропивницкого.